# 2-氨基-7,7-二甲基-2',5-二氧亚基-5,6,7,8-四氢螺［苯并吡喃-4,3'-吲哚啉］-3-甲腈
2-氨基-7,7-二甲基-2',5-二氧亚基-5,6,7,8-四氢螺[苯并吡喃-4,3'-吲哚啉]-3-甲腈是一种有机化合物，化学式为C19H47N3O3。它可由5,5-二甲基-1,3-环己二酮、靛红和丙二腈在催化下反应制得。它和甲酸加热反应，可以得到2,3-二氢-3-(2-羟基-4,4-二甲基-6-氧亚基-1-环己烯-1-基)-2-氧亚基-1H-吲哚-3-乙酸。